# Виборчий округ 142
Виборчий округ 142 — виборчий округ в Одеській області. В сучасному вигляді був утворений 28 квітня 2012 постановою ЦВК №82 (до цього моменту існувала інша система виборчих округів). Окружна виборча комісія цього округу розташовується в будівлі Арцизької районної державної адміністрації за адресою м. Арциз, вул. Соборна, 46.
До складу округу входять Арцизький, а також Саратський і Тарутинський райони, частини Болградського району (окрім Баннівської, Василівської, Табаківської, Виноградівської та Владиченської сільських рад) і Кілійського (село Шевченкове та територія на північний захід від нього) районів. Виборчий округ 142 межує з округом 141 на сході, з округом 143 на півдні та обмежений державним кордоном з Молдовою на заході і на півночі. Виборчий округ №142 складається з виборчих дільниць під номерами 510033-510069, 510283-510290, 510296, 510298-510315, 510317-510318, 510424, 510429-510430, 510432-510434, 510436-510438, 510781-510816 та 510818-510860.

## Народні депутати від округу
| Ім'я                 | Фото | Партія         | Скликання | Дата набуття повноважень | Дата припинення повноважень |
| -------------------- | ---- | -------------- | --------- | ------------------------ | --------------------------- |
| Кіссе Антон Іванович |      | самовисуванець | 7-ме      | 12 грудня 2012           | 27 листопада 2014           |
| Кіссе Антон Іванович |      | самовисуванець | 8-ме      | 27 листопада 2014        | 29 серпня 2019              |
| Кіссе Антон Іванович |      | самовисуванець | 9-те      | 29 серпня 2019           |                             |

## Результати виборів

### Парламентські

#### 2019
Кандидати-мажоритарники:
- Кіссе Антон Іванович (самовисування)
- Плохой Руслан Ігорович (Слуга народу)
- Димитрієв Сергій Гаврилович (Опозиційна платформа — За життя)
- Бойков Олег Степанович (самовисування)
- Мандриченко Віталій Єфимович (самовисування)
- Плохой Ігор Георгійович (самовисування)
- Капсамун Олег Георгійович (Батьківщина)
- Сєков Анатолій Зіновійович (самовисування)
- Карташев Денис Володимирович (самовисування)
- Білалов Алім Елдарович (самовисування)
- Бакал Олександр Іванович (самовисування)
- Бедров Олександр Васильович (Опозиційний блок)

#### 2014
Кандидати-мажоритарники:
- Кіссе Антон Іванович (самовисування)
- Паращенко Сергій Володимирович (Блок Петра Порошенка)
- Мушинський Юрій Володимирович (Народний фронт)
- Білалов Алім Елдарович (самовисування)
- Челак Петро Христофорович (Опозиційний блок)
- Іванченко Віра Леонідівна (самовисування)
- Ліщишин Петро Вікторович (самовисування)
- Абрамович Олена Іванівна (самовисування)
- Пирожков Геннадій Миколайович (самовисування)
- Афанасьєв Валентин Валентинович (самовисування)
- Русєв Сергій Ілліч (Радикальна партія)
- Стоянов Іван Олександрович (самовисування)
- Платонова Тетяна Борисівна (самовисування)
- Михайлов Олександр Анатолійович (самовисування)
- Андрійчук Тетяна Юріївна (самовисування)
- Шишман Сергій Петрович (самовисування)
- Єніш Василь Дмитрович (самовисування)
- Гудзюк Віталій Олександрович (самовисування)
- Соколов Віталій Анатолійович (самовисування)
- Стойловський Олександр Михайлович (самовисування)
- Хрустальов Павло Володимирович (самовисування)
- Таранов Віктор Михайлович (самовисування)
- Чернєєва Оксана Іванівна (самовисування)

#### 2012
Кандидати-мажоритарники:
- Кіссе Антон Іванович (самовисування)
- Плохой Ігор Іванович (Партія регіонів)
- Плачков Іван Васильович (самовисування)
- Борняков Олександр Сергійович (Батьківщина)
- Афанасьєв Анатолій Олександрович (Комуністична партія України)
- Іксар Володимир Леонтійович (УДАР)
- Білалов Алім Елдарович (самовисування)
- Платонова Тетяна Борисівна (самовисування)
- Марков Олександр Валентинович (Слов'янська партія)

## Явка
Явка виборців на окрузі: